# LIV Golf

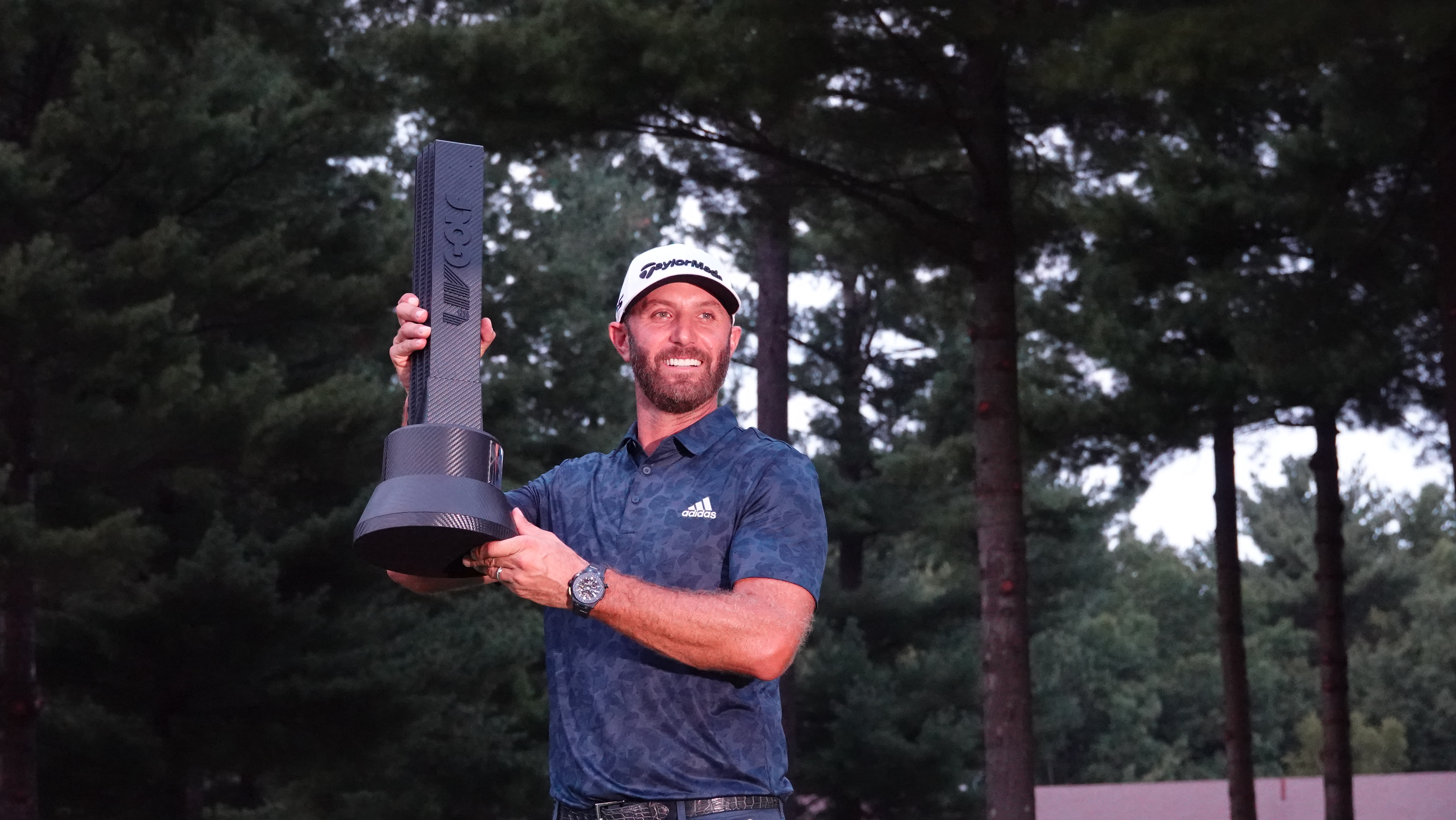
Dustin Johnson levanta el trofeo del campeonato tras su victoria en el torneo LIV Golf Invitational Boston.

LIV Golf, también conocido como Super Golf League, es un circuito de golf profesional. Fue fundado en 2022 con el patrocinio de Public Investment Fund (es el fondo riqueza soberano de Arabia Saudita). El circuito rivaliza con el PGA Tour (Estados Unidos) y el DP World Tour (Europa), ofreciendo premios en dinero sustancialmente más elevados.
El nombre LIV hace referencia al total de hoyos a disputarse en cada evento (54 en números romanos, correspondientes a 3 rondas de 18 hoyos), en contraposición a los habituales 72 hoyos (4 rondas de 18 hoyos) en otros tours. Alternativamente, 54 es el score obtenido al anotar un birdie en cada hoyo en un recorrido de par 72.

## 2022 LIV Golf Invitational Series
En marzo de 2022, el CEO de LIV Golf, el ex-golfista profesional y ex número uno del mundo Greg Norman, anunció el calendario de la primera temporada de LIV Golf Invitational Series. Ésta consiste en ocho torneos, a disputarse sobre un total de 54 hoyos sin corte. En cada torneo participarán 48 jugadores, los cuales serán agrupados en 12 equipos de cuatro jugadores, con salidas simultáneas. El monto total en premios a repartir asciende a 255 millones de dólares.
| No. | Fecha            | Campo                               | Lugar                      | Premio ($) | Premio ($) | Ganador          | Ganador      | Notas              |
| No. | Fecha            | Campo                               | Lugar                      | Individual | Equipo     | Individual       | Equipo       | Notas              |
| --- | ---------------- | ----------------------------------- | -------------------------- | ---------- | ---------- | ---------------- | ------------ | ------------------ |
| 1   | 11 de junio      | Centurion Club                      | Londres, Reino Unido       | 20 000     | 5 000      | Charl Schwartzel | Stinger GC   |                    |
| 2   | 3 de julio       | Pumpkin Ridge Golf Club             | Portland, Estados Unidos   | 20 000     | 5 000      | Branden Grace    | 4 Aces GC    |                    |
| 3   | 31 de julio      | Trump National Golf Club Bedminster | Bedminster, Estados Unidos | 20 000     | 5 000      | Henrik Stenson   | 4 Aces GC    |                    |
| 4   | 4 de septiembre  | The International Golf Club         | Boston, Estados Unidos     | 20 000     | 5 000      | Dustin Johnson   | 4 Aces GC    |                    |
| 5   | 18 de septiembre | Rich Harvest Farms                  | Chicago, Estados Unidos    | 20 000     | 5 000      | Cameron Smith    | 4 Aces GC    |                    |
| 6   | 9 de octubre     | Stonehill                           | Bangkok, Tailandia         | 20 000     | 5 000      | Eugenio Chacarra | Fireballs GC |                    |
| 7   | 16 de octubre    | Royal Greens Golf & Country Club    | Jeddah, Arabia Saudita     | 20 000     | 5 000      | Brooks Koepka    | Smash GC     |                    |
| 8   | 30 de octubre    | Trump National Doral Miami          | Miami, Estados Unidos      | 30 000     | 50 000     |                  | 4 Aces GC    | Torneo por equipos |